# “Heroes” (Album)
“Heroes” ist das zwölfte Studioalbum von David Bowie und erschien im Oktober 1977. Es bildet zwischen Low und Lodger den Mittelteil von Bowies sogenannter „Berliner Trilogie“, die in Zusammenarbeit mit Brian Eno entstand. In “Heroes” wurde der Sound von Low in eine positive Richtung weiterentwickelt. “Heroes” ist das einzige der drei Alben, das vollständig in Berlin eingespielt wurde. Produziert wurde es von Bowie und Tony Visconti, als Tonmeister fungierte bei den Aufnahmen Colin Thurston.
Das Titelstück ist einer der bekanntesten Songs Bowies, eine Geschichte zweier Liebender, die sich im Schatten der Berliner Mauer treffen. Die Anführungszeichen im Songtitel sollten eine gewisse ironische Distanz zum romantisch-pathetischen Songtext zum Ausdruck bringen, wobei die Auswahl genau dieses Titels als Albumtitel eher willkürlich war. Das Lied “Heroes” stellt das einzig narrative auf dem nicht als Konzeptalbum ausgelegten Werk dar, wodurch sich Bowie schließlich für diesen Titel entschied. Kritiker zählen das Album zu Bowies besten, nicht zuletzt aufgrund der Beiträge Robert Fripps, der aus den Vereinigten Staaten einflog und seine Partien binnen eines Tages einspielte. John Lennon wurde 1980, während der Aufnahmen zu Double Fantasy, mit den Worten zitiert, es sei sein Ehrgeiz, „etwas so gutes wie “Heroes” zu machen“. Der New Musical Express kürte “Heroes” zum Album des Jahres.

## Entstehung und Stil
“Heroes” wurde in den Hansa-Tonstudios in West-Berlin aufgenommen. Co-Produzent Tony Visconti sprach von „einem meiner letzten großen Abenteuer beim Einspielen von Alben. Das Studio befand sich etwa zweihundert Meter von der Mauer entfernt. Wachen mit starken Ferngläsern schauten uns im Schaltraum zu.“ Bowie zollte wieder einmal dem Krautrock Tribut: der Titel spielt auf das Stück Hero auf dem Album Neu! ’75 von Neu! an, das Stück V-2 Schneider wurde durch Florian Schneider von Kraftwerk angeregt. Ein weiterer Einfluss ist die Musik von Tangerine Dream bzw. dessen Gründers Edgar Froese. Bowie bezeichnete Froeses Album Epsilon in Malaysian Pale als „ein unglaublich schönes, verzauberndes, treffendes Werk … Das war der Soundtrack zu meinem Leben, als ich in Berlin wohnte.“
Obwohl “Heroes” mehrere dunkle und atmosphärisch dichte Instrumentalstücke wie Sense of Doubt oder Neuköln [sic!] enthält, erschien die LP nach dem melancholisch-innerlichen Low als leidenschaftliche und positive künstlerische Äußerung. Dies äußerte sich nicht nur im Titelstück, sondern auch etwa im rockigen Beauty and the Beast, bei Joe the Lion oder dem „ethno-rockend[en]“ Schlussstück The Secret Life of Arabia. Der Text zu Joe the Lion, laut Visconti vor dem Mikrophon „in unter einer Stunde“ geschrieben und aufgenommen, steht für das bei der Einspielung waltende Prinzip der Improvisation.
Das Album wurde von denselben Musikern eingespielt, die wenige Monate zuvor Low aufgenommen hatten; Brian Eno holte noch Robert Fripp hinzu. Dieser kannte die Stücke nicht und musste daher teilweise improvisieren. Antonia Maaß singt im Backgroundchor. Das Foto auf dem Plattencover wurde, wie auch das von Iggy Pops The Idiot (ebenfalls 1977), durch Erich Heckels Gemälde Roquairol inspiriert.

## Coverartwork
Das Foto auf dem Plattencover wurde, wie auch das von Iggy Pops The Idiot (ebenfalls 1977), durch Erich Heckels Gemälde Roquairol inspiriert. Das Schwarzweißfoto von Bowie mit dem leeren, roboterhaften Blick und den mysteriösen Fingerkonstellationen entstand in Tokio. Der auf dem Gebiet der Musiker-Fotografie erfahrene Masayoshi Sukita hatte bei Bowies Management Anfang der 1970er Jahre sein Portfolio eingereicht, um sich für eine Zusammenarbeit zu empfehlen. Als Bowie 1977 zu Promotionzwecken in Tokio weilte, trafen sich die beiden Künstler zu einer Fotosession. Bowie gab die Rahmenbedingungen und Posen vor und Masayoshi „konzentrierte [sich] darauf, die besten Momente zu erwischen“. Masayoshi war dabei nicht klar, dass Bowie ein Motiv Erich Heckels nachstellte. Das Foto kam 2013 noch einmal zum Einsatz, als der Grafikdesigner Jonathan Barnbrook das Cover zu The Next Day kreierte. Dabei setzte er in die Bildvorlage eine quadratische weiße Fläche, in die der „neue“ Titel eingetragen wurde und strich den Originaltitelschriftzug am oberen Rand mit einem schwarzen Balken durch. Bowies Gesicht ist durch die mittig platzierte weiße Fläche nicht mehr zu sehen, jedoch nach wie vor die „tänzelnden“ Hände.

## Veröffentlichung und Rezeption
Bowies damalige Plattenfirma RCA vermarktete “Heroes” mit dem Slogan: „There’s Old Wave. There’s New Wave. And there’s David Bowie …“ Die Zeitschriften Melody Maker und NME kürten es jeweils zum „Album des Jahres“.
In Deutschland erschien auf RCA Victor PL 42372 eine vom Original abweichende Version der LP. Der Titel “Heroes” / „Helden“ wird von Bowie ab dem dritten Vers in deutscher Sprache gesungen. Der deutsche Text stammt von Backgroundsängerin Antonia Maaß. Eine Französische Version wurde ebenfalls als “Heroes” / “Héros” veröffentlicht.
Zahlreiche Stücke der LP spielte Bowie im darauffolgenden Jahr live; davon zeugt das Livealbum Stage (1978). Philip Glass ließ auf seine Low Symphony die ebenfalls auf Bowies Musik basierende Suite “Heroes” Symphony folgen. Mehrere Titel aus “Heroes” sind im Film Christiane F. – Wir Kinder vom Bahnhof Zoo, in dem auch Bowie selbst erscheint, zu hören.

## Titelliste
Alle Songtexte von David Bowie; Musik von David Bowie mit den genannten Ausnahmen.
Seite 1
1. Beauty and the Beast – 3:32
2. Joe the Lion – 3:05
3. “Heroes” (Bowie, Eno) – 6:07
4. Sons of the Silent Age – 3:15
5. Blackout – 3:50

Seite 2
1. V-2 Schneider – 3:10
2. Sense of Doubt – 3:57
3. Moss Garden (Bowie, Eno) – 5:03
4. Neuköln (Bowie, Eno) – 4:34
5. The Secret Life of Arabia (Bowie, Eno, Alomar) – 3:46

CD-Bonustracks (1991)
1. Abdulmajid  a (zuvor unveröffentlicht, aufgenommen 1976–79) – 3:40
2. Joe the Lion (Remix 1991) – 3:08

## Singles
Der Titelsong “Heroes” wurde vorab zur LP am 23. September 1977 als auf etwa 3:30 Minuten Laufzeit editierte Single veröffentlicht und kam in Großbritannien bis auf Rang 12 der offiziellen Hitparade. Als B-Seite wurde V-2 Schneider verwendet. Auf dem deutschen Markt erschien entsprechend die deutsche Version des Songs als „Helden“. Als zweite Single wurde im Januar 1978 Beauty and the Beast / Sense of Doubt ausgekoppelt (UK Platz 39). Daneben erschienen von beiden Singles auch 12″-Versionen – sogenannte Maxi-Singles – mit je nach Veröffentlichungsland unterschiedlichen B-Seiten.

## Zu einzelnen Titeln

### “Heroes”
“Heroes” ist das Titelstück der gleichnamigen LP. Es handelt von zwei Liebenden, die im Schatten der Berliner Mauer zusammenkommen. Der Titel entstand in West-Berlin als Teil von Bowies Berlin-Trilogie und ist einer der wenigen international bekannt gewordenen Popsongs über die Berliner Mauer.

### Neuköln
Neuköln ist ein Instrumentalstück von David Bowie und Brian Eno aus dem Jahre 1977, das sie für das Album “Heroes” geschrieben haben. Es war das letzte von drei aufeinander folgenden Instrumentalstücken auf der B-Seite des ursprünglichen Vinylalbums nach Sense of Doubt und Moss Garden.
Neukölln (korrekt mit doppeltem ‚l‘ geschrieben) ist ein Bezirk von Berlin. Bowie lebte 1977 einige Zeit in West-Berlin, wenn auch nicht in Neukölln, sondern in Schöneberg. Die Musik beschreibt zum Teil die Entwurzelung der türkischen Einwanderer, aus denen sich ein großer Teil der Bevölkerung in dem Bezirk zusammensetzt. Edgar Froese von Tangerine Dream war ebenfalls aus Neukölln und gilt neben Kraftwerk und Neu! als musikalischer Einfluss für die Berliner Alben von David Bowie.
Die NME-Journalisten Roy Carr und Charles Shaar Murray beschrieben Neuköln als „ein stimmungsvolles Stück: Der Kalte Krieg, betrachtet durch einen Vorhang aus Blut oder Harry Limes letzte Gedanken, als er in Der dritte Mann in der Kanalisation stirbt“.
Im letzten Abschnitt hört man Bowies klagendes Saxophon „über einen Hafen der Einsamkeit dröhnen, wie im Nebel verloren“.
Auf der Französischen Version von “Héros” und auf dem Label der deutschen LP ist der Titel Neukölln, anders als auf dem Cover und im englischen Originalalbum, korrekt geschrieben.

## Kommerzieller Erfolg

### Chartplatzierungen
Die LP erreichte in Großbritannien Platz 3 der Albumcharts und verbrachte dort insgesamt 32 Wochen, war in den Vereinigten Staaten mit Platz 35 jedoch weniger erfolgreich.
| ChartsChartplatzierungen       | Höchstplatzierung | Wochen |
| ------------------------------ | ----------------- | ------ |
| Deutschland (GfK)              | 44 (1 Wo.)        | 1      |
| Österreich (Ö3)                | 19 (10 Wo.)       | 10     |
| Schweiz (IFPI)                 | 34 (4 Wo.)        | 4      |
| Vereinigte Staaten (Billboard) | 35 (19 Wo.)       | 19     |
| Vereinigtes Königreich (OCC)   | 3 (32 Wo.)        | 32     |

### Auszeichnungen für Musikverkäufe
| Land/Region                  | Auszeichnungen für Musikverkäufe (Land/Region, Auszeichnung, Verkäufe) | Verkäufe |
| ---------------------------- | ---------------------------------------------------------------------- | -------- |
| Kanada (MC)                  | Gold                                                                   | 50.000   |
| Neuseeland (RMNZ)            | Gold                                                                   | 7.500    |
| Vereinigtes Königreich (BPI) | Gold                                                                   | 100.000  |
| Insgesamt                    | 3× Gold ·                                                              | 157.500  |

Hauptartikel: David Bowie/Auszeichnungen für Musikverkäufe